# Mailly-Champagne
Pour les articles homonymes, voir Mailly et Champagne.
Mailly-Champagne est une commune française, située dans le département de la Marne en région Grand Est.
Ses habitants sont appelés les Maillotins.

## Géographie
C'est un petit village enclavé dans un vignoble de champagne de cru 100 %, sur le flanc nord de la montagne de Reims, à 13 km au sud de Reims, et au nord d'Épernay.
|       | Puisieulx, Sillery |          |
| Ludes | Mailly-Champagne   | Verzenay |
|       | Val de Livre       |          |

### Hydrographie

#### Réseau hydrographique
La commune est traversée par la ligne de partage des eaux entre les régions hydrographiques « la Seine de sa source au confluent de l'Oise (exclu) » et « la Seine du confluent de l'Oise (inclus) à l'embouchure » au sein du bassin Seine-Normandie. Elle est drainée par le Fossé 01 des Batis de Puisieulx,.

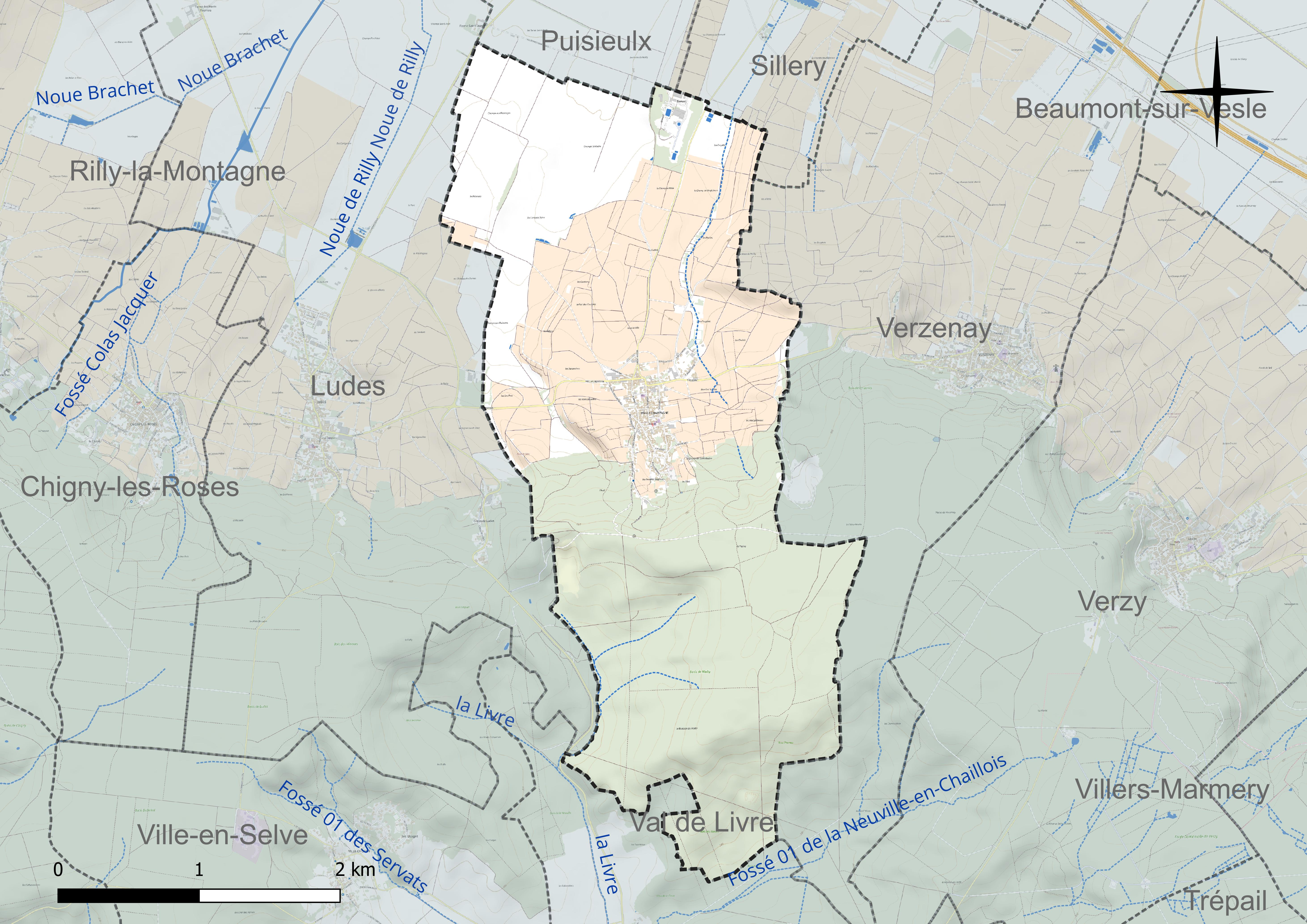
Réseau hydrographique de Mailly-Champagne.

#### Gestion et qualité des eaux
Le territoire communal est couvert par le schéma d'aménagement et de gestion des eaux (SAGE) « Aisne Vesle Suippe ». Ce document de planification, dont le territoire s’étend sur 3 096 km2 répartis sur trois départements (Aisne, Marne et Ardennes) et deux régions (Champagne-Ardenne et Picardie), a été approuvé le 16 décembre 2013. La structure porteuse de l'élaboration et de la mise en œuvre est le Syndicat d’aménagement des bassins Aisne Vesle Suippe (SIABAVES).
La qualité des cours d’eau peut être consultée sur un site dédié géré par les agences de l’eau et l’Agence française pour la biodiversité.

### Climat
Pour des articles plus généraux, voir Climat du Grand Est et Climat de la Marne.
En 2010, le climat de la commune est de type climat océanique dégradé des plaines du Centre et du Nord, selon une étude du Centre national de la recherche scientifique s'appuyant sur une série de données couvrant la période 1971-2000. En 2020, Météo-France publie une typologie des climats de la France métropolitaine dans laquelle la commune est exposée à un climat océanique altéré et est dans la région climatique  Nord-est du bassin Parisien, caractérisée par un ensoleillement médiocre, une pluviométrie moyenne régulièrement répartie au cours de l’année et un hiver froid (3 °C).
Pour la période 1971-2000, la température annuelle moyenne est de 10,8 °C, avec une amplitude thermique annuelle de 16,6 °C. Le cumul annuel moyen de précipitations est de 742 mm, avec 12 jours de précipitations en janvier et 7,9 jours en juillet. Pour la période 1991-2020, la température moyenne annuelle observée sur la station météorologique installée sur la commune est de 11,2 °C et le cumul annuel moyen de précipitations est de 755,5 mm. 
La température maximale relevée sur cette station est de 39,8 °C, atteinte le 25 juillet 2019 ; la température minimale est de −20 °C, atteinte le 16 janvier 1985,,.
| Mois                                  | jan.           | fév.           | mars           | avril         | mai             | juin            | jui.           | août           | sep.           | oct.          | nov.             | déc.             | année     |
| ------------------------------------- | -------------- | -------------- | -------------- | ------------- | --------------- | --------------- | -------------- | -------------- | -------------- | ------------- | ---------------- | ---------------- | --------- |
| Température minimale moyenne (°C)     | 1,2            | 1,2            | 3,6            | 6,1           | 9,7             | 12,5            | 14,4           | 14,1           | 11,1           | 8,4           | 4,5              | 2                | 7,4       |
| Température moyenne (°C)              | 3,5            | 4              | 7,4            | 10,6          | 14,3            | 17,4            | 19,6           | 19,3           | 15,6           | 11,8          | 7                | 4,2              | 11,2      |
| Température maximale moyenne (°C)     | 5,8            | 6,9            | 11,2           | 15,2          | 19              | 22,3            | 24,8           | 24,5           | 20,2           | 15,2          | 9,5              | 6,4              | 15,1      |
| Record de froid (°C) date du record   | −20 16.01.1985 | −15 07.02.1991 | −10,4 01.03.05 | −5 12.04.1986 | 0 01.05.1989    | 2,7 13.06.1978  | 5,5 01.07.1984 | 3,4 28.08.1978 | 1,3 19.09.1977 | −5,1 24.10.03 | −10,2 23.11.1998 | −12,5 29.12.1996 | −20 1985  |
| Record de chaleur (°C) date du record | 15 09.01.1991  | 19,5 26.02.19  | 24,3 31.03.21  | 27,7 20.04.18 | 33,6 08.05.1976 | 36,6 30.06.1976 | 39,8 25.07.19  | 38,8 12.08.03  | 32,9 15.09.20  | 27 03.10.1985 | 20 07.11.15      | 15,6 17.12.15    | 39,8 2019 |
| Précipitations (mm)                   | 68,5           | 55,9           | 52,2           | 45,8          | 60,8            | 65,1            | 64,1           | 62,7           | 55,5           | 68,7          | 69,8             | 86,4             | 755,5     |

| Diagramme climatique                                  |            |             |             |           |              |              |              |              |             |            |          |
| J                                                     | F          | M           | A           | M         | J            | J            | A            | S            | O           | N          | D        |
| 5,81,268,5                                            | 6,91,255,9 | 11,23,652,2 | 15,26,145,8 | 199,760,8 | 22,312,565,1 | 24,814,464,1 | 24,514,162,7 | 20,211,155,5 | 15,28,468,7 | 9,54,569,8 | 6,4286,4 |
| Moyennes : • Temp. maxi et mini °C • Précipitation mm |            |             |             |           |              |              |              |              |             |            |          |

Les paramètres climatiques de la commune ont été estimés pour le milieu du siècle (2041-2070) selon différents scénarios d'émission de gaz à effet de serre à partir des nouvelles projections climatiques de référence DRIAS-2020. Ils sont consultables sur un site dédié publié par Météo-France en novembre 2022.

## Urbanisme

### Typologie
Au 1er janvier 2024, Mailly-Champagne est catégorisée commune rurale à habitat dispersé, selon la nouvelle grille communale de densité à sept niveaux définie par l'Insee en 2022.
Elle est située hors unité urbaine. Par ailleurs la commune fait partie de l'aire d'attraction de Reims, dont elle est une commune de la couronne,. Cette aire, qui regroupe 294 communes, est catégorisée dans les aires de 200 000 à moins de 700 000 habitants,.

### Occupation des sols
L'occupation des sols de la commune, telle qu'elle ressort de la base de données européenne d’occupation biophysique des sols Corine Land Cover (CLC), est marquée par l'importance des territoires agricoles (49,2 % en 2018), une proportion sensiblement équivalente à celle de 1990 (49,8 %). La répartition détaillée en 2018 est la suivante :
forêts (45,5 %), cultures permanentes (30,6 %), terres arables (18,6 %), zones urbanisées (3,6 %), espaces verts artificialisés, non agricoles (1,7 %). L'évolution de l’occupation des sols de la commune et de ses infrastructures peut être observée sur les différentes représentations cartographiques du territoire : la carte de Cassini (XVIIIe siècle), la carte d'état-major (1820-1866) et les cartes ou photos aériennes de l'IGN pour la période actuelle (1950 à aujourd'hui).

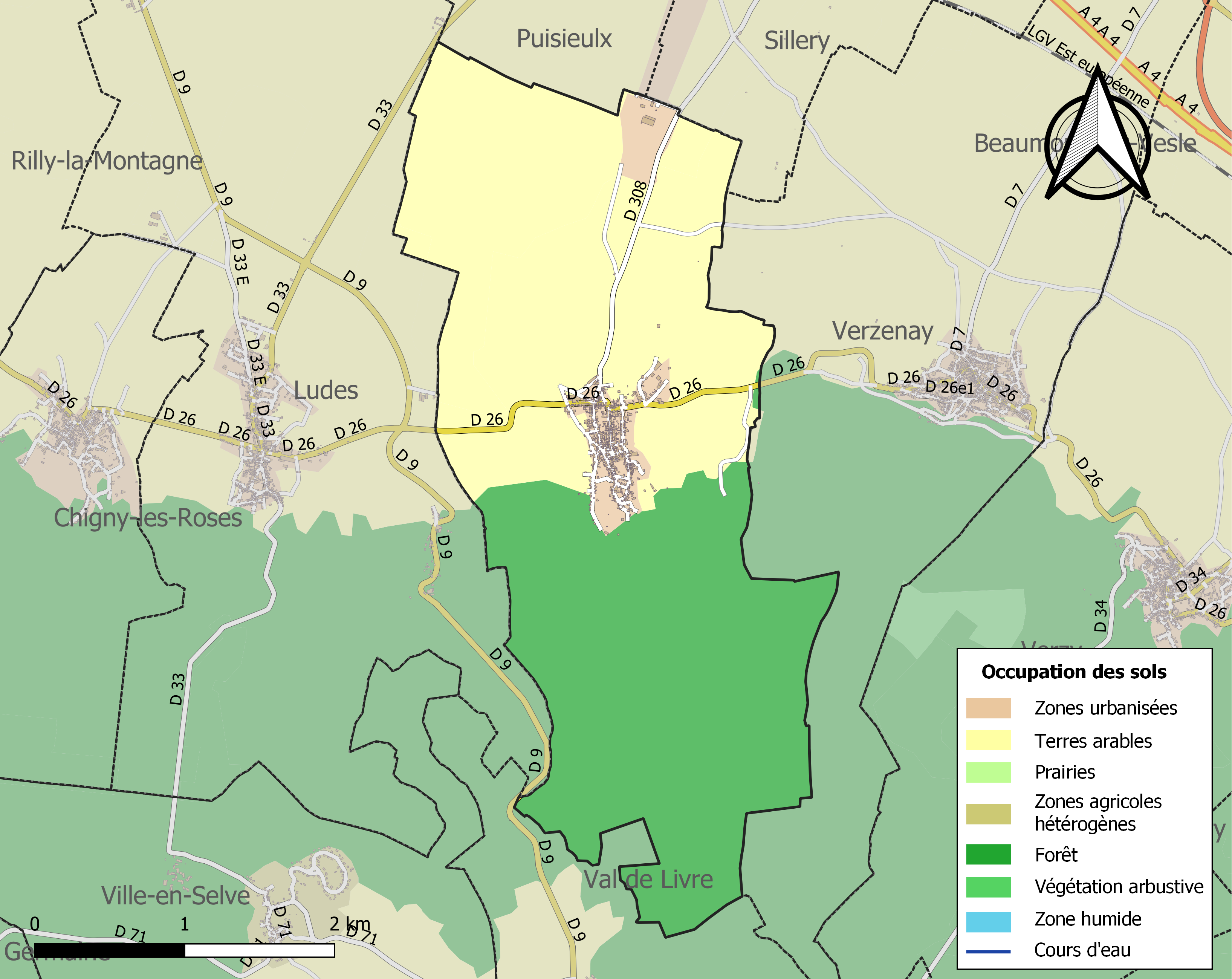
Carte des infrastructures et de l'occupation des sols de la commune en 2018 (CLC).

## Toponymie
Le nom du village fait référence au mot latin "Mallius" qui signifie Homme suivi du suffixe "Acum".
| Nom du village                                         | Époque      |
| ------------------------------------------------------ | ----------- |
| Le chapitre de Reims évoque la seigneurie de Malleimum | 533         |
| Malliacum super fluvium Vidulam                        | 948         |
| Malleium                                               | 1000        |
| Milleium                                               | 1100        |
| Malleis                                                | 1138        |
| Mailli                                                 | 1188        |
| Maleium                                                | 1221        |
| Maileium                                               | 1231        |
| Malli                                                  | 1254        |
| Miliacum                                               | 1260        |
| Mailli                                                 | 1300        |
| Malliacum                                              | 1312        |
| Mailly                                                 | 1343        |
| Maly puis Mailly                                       | 1436 - 1899 |
| Mailly-Champagne                                       | 1899        |

Champagne, dans la Marne, aujourd'hui intégrée à Champigneul-Champagne.

Champagne, ancien village de la commune de Champigneul, est attesté sous les formes Camponia (865) ; Campona (1131-1142) ; Campoigne (1185) ; Campania (1215) ; Champoingne (1215) ; Chanpangne (vers 1222) ; Champoigne (1261) ; Champaingne (128.) ; Champaigne (1405) ; « Ung fief ou ung lieu où jadis souloit avoir village nommé Champaigne emprès Champigneilles… » (1465) ; Champainne (1469) ; Champagne-lez-Champignolles (1515) ; Champagne-lez-Champigneulle (1580).

L'origine du nom de Champagne vient du latin campania (dérivé de campus, champ) désignant un pays plat et découvert ou une plaine fertile,.

## Histoire

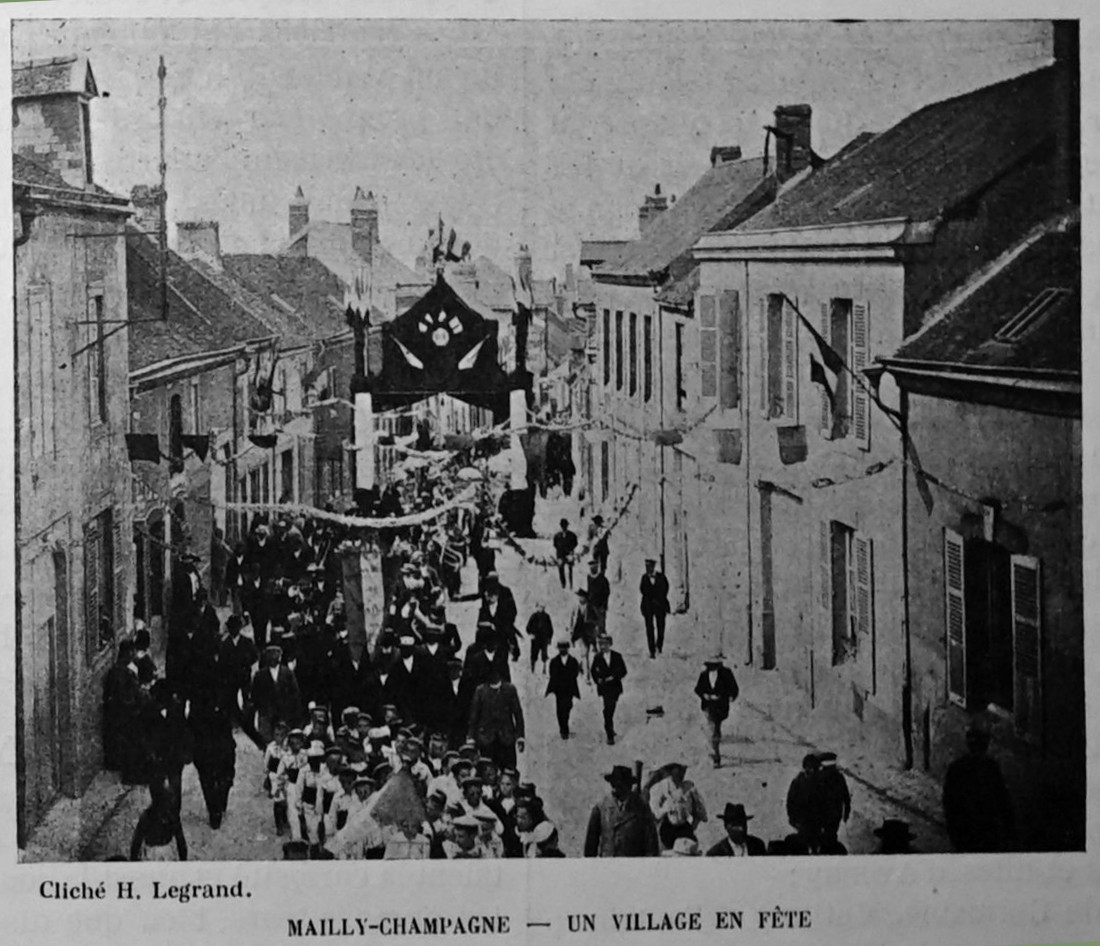
Fête de village en 1904.

Des fouilles du début du XXe siècle (menées par M. Gaston Chance, archéologue amateur) ont attesté l'existence du village à l'époque gauloise.
Le 23 septembre 1914, la 42e division d'infanterie française combat au nord du village pour tenter de stopper l'envahisseur. Le repli se poursuit le lendemain sur le fort de la Pompelle. La commune est décorée de la Croix de guerre 1914-1918 le 30 mai 1921.

## Politique et administration

### Intercommunalité
La commune, antérieurement membre de la communauté de communes Vesle-Montagne de Reims, est membre, depuis le 1er janvier 2014, de la communauté de communes Vesle et Coteaux de la Montagne de Reims.
En effet, conformément aux prévisions du schéma départemental de coopération intercommunale (SDCI) de la Marne du 15 décembre 2011, cette communauté de communes est née le 1er janvier 2014 de la fusion de trois petites intercommunalités :
- la communauté de communes des Forêts et Coteaux de la Grande Montagne (CCFCGM), qui regroupait cinq communes ;
- la communauté de communes des Rives de Prosne et Vesle (CCRPV), sauf la commune de Prosnes, soit deux communes ;
- la communauté de communes Vesle-Montagne de Reims (CCVMR), qui regroupait neuf communes ;

auxquelles s'est jointe la commune isolée de Villers-Marmery.

### Liste des maires
La bibliothèque municipale est intégrée au réseau desservi par la BDP.

## Démographie
L'évolution du nombre d'habitants est connue à travers les recensements de la population effectués dans la commune depuis 1793. Pour les communes de moins de 10 000 habitants, une enquête de recensement portant sur toute la population est réalisée tous les cinq ans, les populations de référence des années intermédiaires étant quant à elles estimées par interpolation ou extrapolation. Pour la commune, le premier recensement exhaustif entrant dans le cadre du nouveau dispositif a été réalisé en 2005.

En 2022, la commune comptait 622 habitants, en évolution de −7,44 % par rapport à 2016 (Marne : −1,19 %, France hors Mayotte : +2,11 %).
| 1793 | 1800 | 1806 | 1821 | 1831 | 1836 | 1841 | 1846 | 1851 |
| ---- | ---- | ---- | ---- | ---- | ---- | ---- | ---- | ---- |
| 475  | 544  | 519  | 573  | 600  | 615  | 606  | 580  | 594  |

| 1856 | 1861 | 1866 | 1872 | 1876 | 1881 | 1886 | 1891 | 1896 |
| ---- | ---- | ---- | ---- | ---- | ---- | ---- | ---- | ---- |
| 567  | 639  | 625  | 659  | 675  | 765  | 885  | 908  | 879  |

| 1901 | 1906 | 1911 | 1921 | 1926 | 1931 | 1936 | 1946 | 1954 |
| ---- | ---- | ---- | ---- | ---- | ---- | ---- | ---- | ---- |
| 925  | 994  | 967  | 929  | 787  | 747  | 719  | 685  | 688  |

| 1962 | 1968 | 1975 | 1982 | 1990 | 1999 | 2005 | 2006 | 2010 |
| ---- | ---- | ---- | ---- | ---- | ---- | ---- | ---- | ---- |
| 729  | 773  | 707  | 723  | 674  | 711  | 733  | 751  | 724  |

| 2015 | 2020 | 2022 | - | - | - | - | - | - |
| ---- | ---- | ---- | - | - | - | - | - | - |
| 680  | 629  | 622  | - | - | - | - | - | - |

## Économie
Mailly-Champagne est connue pour son champagne et sa carrière pédagogique.

## Lieux et monuments

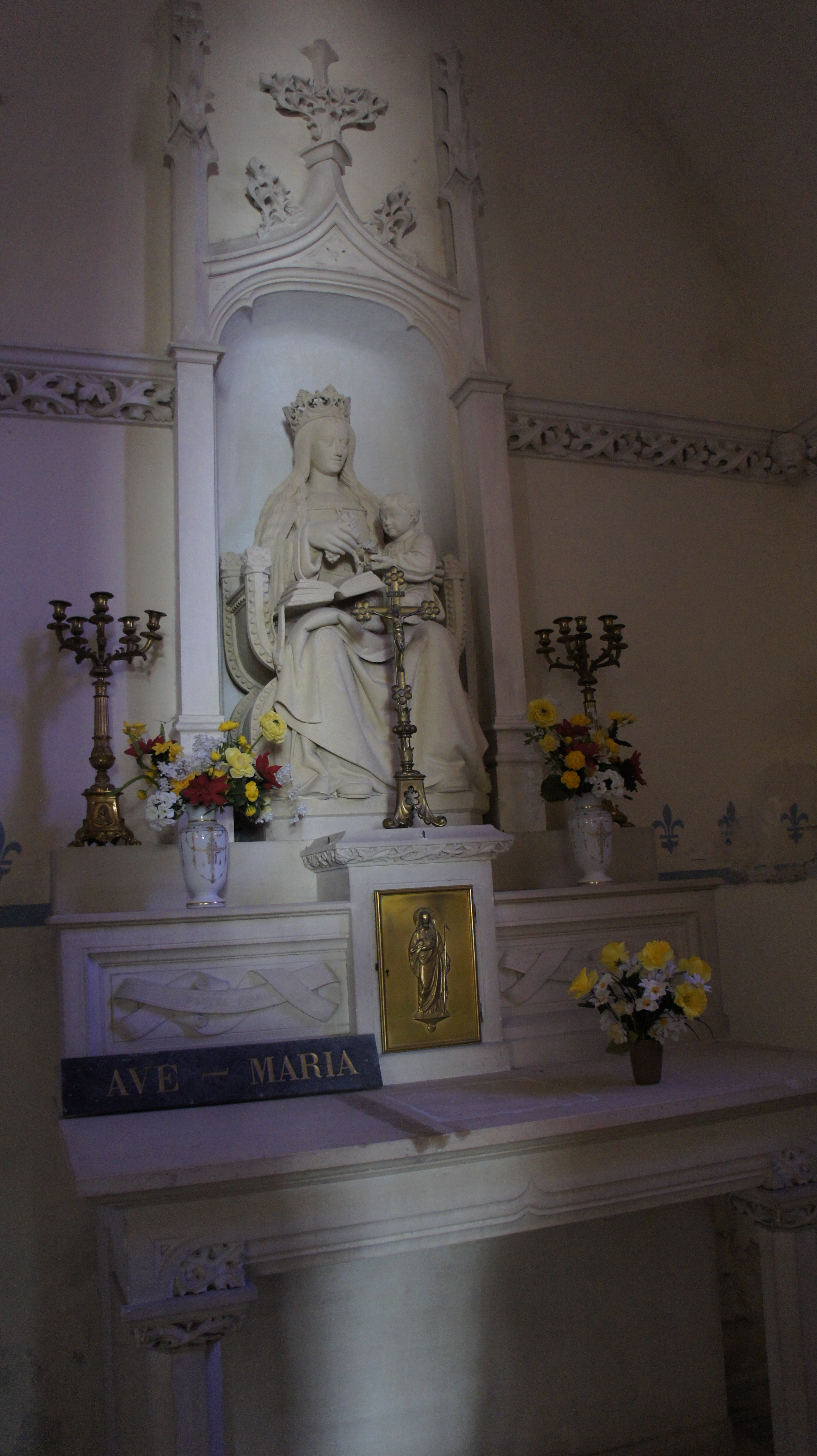
Autel avec une statue de Marie à l'enfant du XVIe siècle.

- Le monument aux morts est situé à l'entrée du village, par la route de Sillery.
- Les pressoirs et caves historiques.
- La sculpture monumentale de Bernard Pagès, hommage à Gaston Bachelard, érigée en 1985 sur une butte située légèrement à l'extérieur du village vers Ludes, au milieu des vignes, illustrant l'élément naturel la terre.
- Une église romane du XIe siècle dédiée à Calixte, en reconstruction à la suite d'une chute du toit[26]. Elle comporte un vitrail, le saint sacrement (baie 11), des Demoiselles De Troyer de 1960[27].
- La "Vierge à la grappe" située dans la chapelle, sculpture datant du XVIe siècle et classée objet monument historique depuis 1908[28].
- La médiathèque Raoul-Chandelot, rue des Prêtres.
- Le château de Romont, où est mort Jean-Rémy Moët (1758-1841).

## Personnalités liées à la commune
- (André) Georges Schimberg[29], curé de Mailly, aumônier au 53e R.I., mort pour la France le 4 novembre 1918

## Galerie d'images

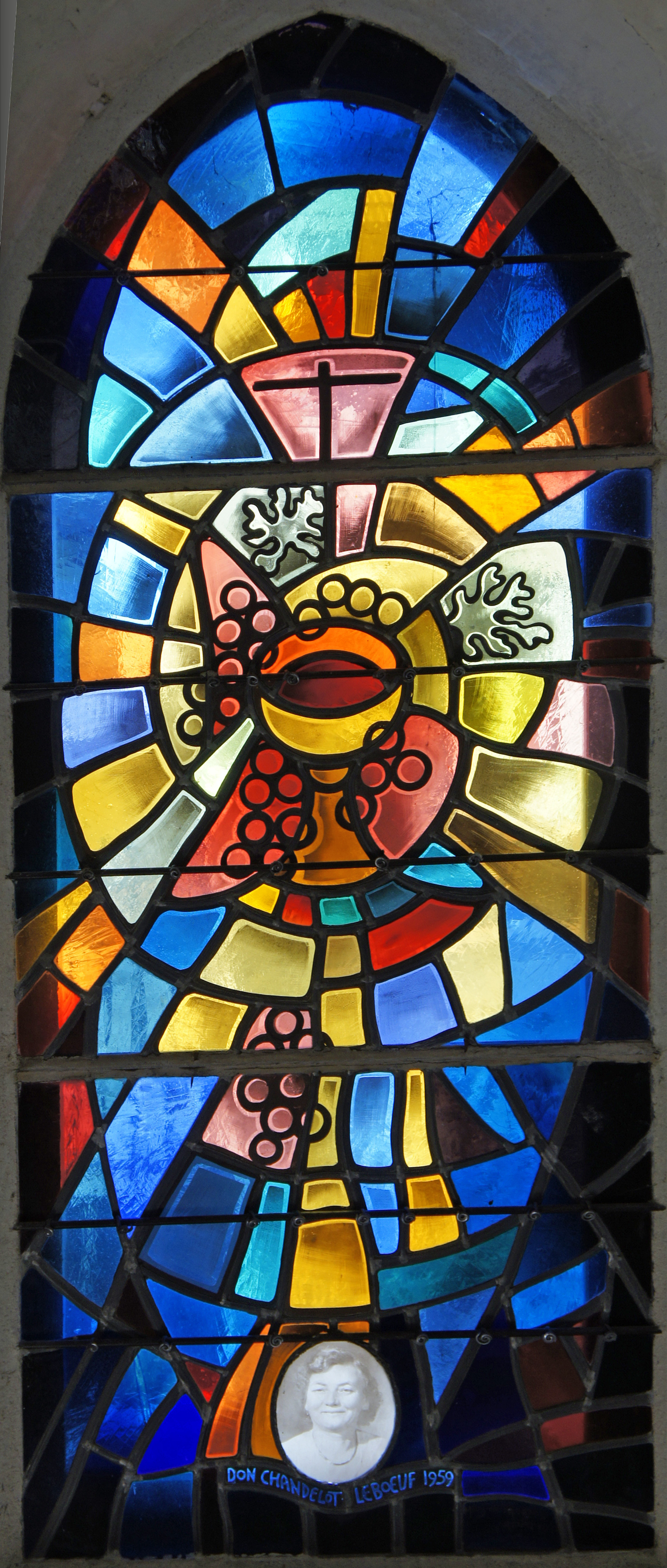
Le saint sacrement.
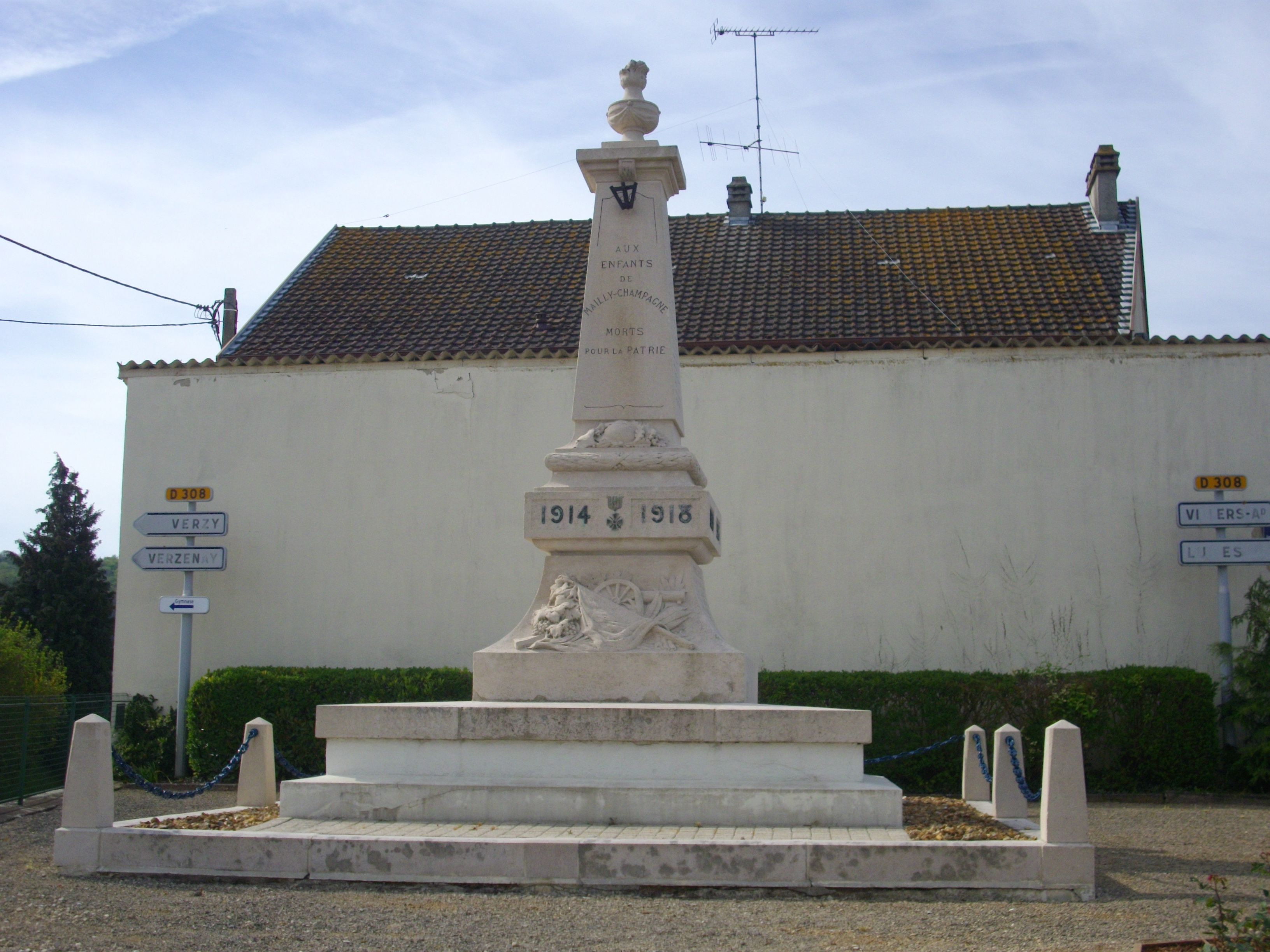
Le monument aux morts.
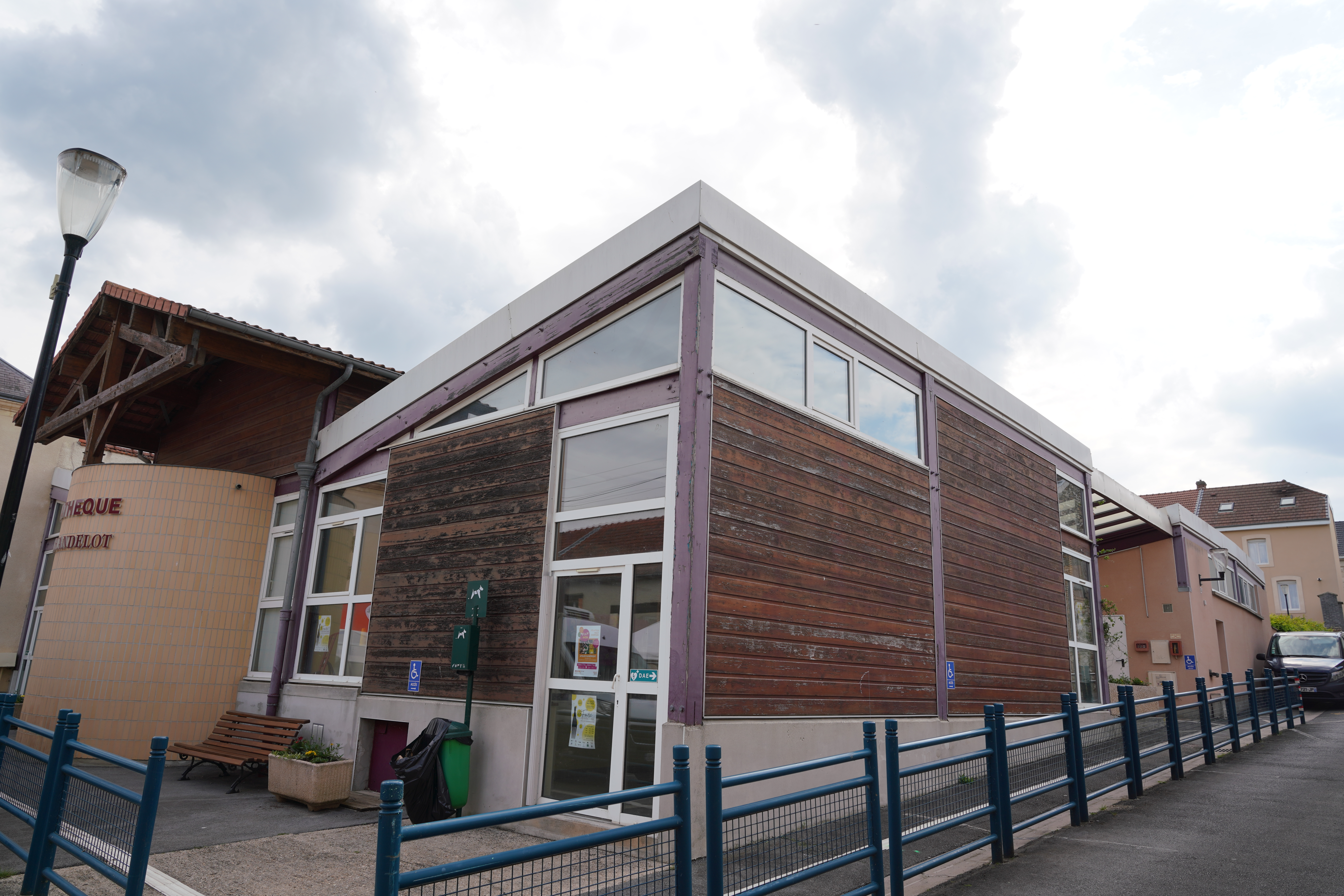
Sa médiathèque.